# هیروشی ایشی
هیروشی ایشی (انگلیسی: Hiroshi Ishii؛ زادهٔ ۲۱ سپتامبر ۱۹۳۹) شناگر اهل ژاپن است.